# بيتر جيلمور
بيتر جيلمور (بالإنجليزية: Peter Gilmore)‏ (و. 1931 – 2013 م) هو ممثل، وممثل تلفزيوني، وممثل أفلام، من المملكة المتحدة، ولد في لايبزيغ، توفي في لندن، عن عمر يناهز 82 عاماً.

## وصلات خارجية
- بيتر جيلمور على موقع IMDb (الإنجليزية)
- بيتر جيلمور على موقع روتن توميتوز (الإنجليزية)
- بيتر جيلمور على موقع ألو سيني (الفرنسية)
- بيتر جيلمور على موقع ميوزك برينز (الإنجليزية)
- بيتر جيلمور على موقع أول موفي (الإنجليزية)
- بيتر جيلمور على موقع قاعدة بيانات الأفلام السويدية (السويدية)
- بيتر جيلمور على موقع ديسكوغز (الإنجليزية)
- بيتر جيلمور على موقع قاعدة بيانات الفيلم (الإنجليزية)